# Daniel Schneidermann
Daniel Schneidermann (ur. 5 kwietnia 1958 w Paryżu) – francuski dziennikarz i publicysta zajmujący się analizą i krytyką mediów. 

## Życiorys
Schneidermann studiował na prywatnej uczelni Centre de formation des journalistes (CFJ). W latach 1979–2003 pracował jako reporter i publicysta we francuskim dzienniku Le Monde, od 2003 roku pisał dla dziennika Libération. Przez 12 lat był gospodarzem programu  Arrêt sur images emitowanego na kanale edukacyjnym France 5 w latach 1995-2007. 18 czerwca 2007 roku, dzień po ogłoszeniu wyników wyborów zarząd publicznej telewizji zdjął z anteny Arrêt sur images, najstarszy program edukacyjnej Piątki, zajmujący się krytycznym analizowaniem mediów, a jego prowadzący, dziennikarz Daniel Schneidermann, dostał wymówienie. 
Przez wiele lat współpracował z ekspertami, którzy pomagali mu demaskować najsubtelniejsze manipulacje. Judith Bernard, profesorka francuskiego i językoznawca, rozbierała na czynniki pierwsze język mediów, by obnażyć ukryty sens przekazów. Sébastien Bohler, specjalista od mózgu, wyjaśniał z niezrównanym wdziękiem reakcje szarych komórek na bombardujące je sygnały. Julia Kapustina i Maja Leskovic rozszerzały horyzont, analizując medialne manipulacje poza granicami Francji.  
Po zakończeniu współpracy z kanałem France 5, w tym samym roku założył witrynę internetową Arrêt sur images, gdzie kontynuował swoją pracę na temat analizy i krytyki mediów rozszerzając zasięg dokonywanej rekonstrukcji narracji medialnych. 
Daniel Schneidermann jest autorem wielu książek o mediach i ich wpływie. Ostatnia jego publikacja ukazała się w 2018 roku Berlin, 1933: la presse internationale face à Hitler, w której, na podstawie tysięcy zgromadzonych artykułów i przekazów medialnych z tamtego okresu, poddaje analizie zbiorową ślepotę mediów światowych na wydarzenia jakie nastąpiły po dojściu Hitlera do władzy. W 1933 roku w Berlinie stacjonowało około 200 zachodnich dziennikarzy. Bardzo niewielu z nich zostało wydalonych a mimo to, poza nielicznymi wyjątkami gazety nie wiedziały, jak informować o narastającym terrorze i prześladowaniach.  

## Wybrane publikacje
- Tout va très bien, monsieur le ministre, 1987, ISBN 2-7144-2069-9
- Où sont les caméras?, 1989, ISBN 2-7144-2308-6
- Un certain Monsieur Paul, l'affaire Touvier, 1989, ISBN 2-213-59248-9
- Les Juges parlent, 1992, ISBN 2-213-02939-3
- La Disparue de Sisterane, 1992, ISBN 2-213-02847-8
- Arrêts sur images, 1994, ISBN 2-213-59180-6
- Anxiety Show, Arléa, 1994, ISBN 2-86959-216-7
- Nos mythologies, 1995, ISBN 2-259-18164-3
- L'Étrange Procès, 1998, ISBN 2-213-60104-6
- Du journalisme après Bourdieu, 1999, ISBN 2-213-60398-7
- Les Folies d'Internet, 2000, ISBN 2-213-60694-3
- Où vont les juges?, 2002, ISBN 2-213-61077-0
- Le Cauchemar médiatique, 2003, ISBN 2-07-031704-8
- Berlin, 1933: la presse internationale face à Hitler, 2018, ISBN 978-2-02-136926-7